# Alberto Terry
Alberto Terry Arias-Schereiber (Lima, 16 maggio 1929 – Lima, 7 febbraio 2006) è stato un calciatore peruviano.
Soprannominato Toto, è considerato il giocatore peruviano più forte nel corso degli anni cinquanta.

## Caratteristiche tecniche
Era un attaccante o trequartista talentuoso, dotado di ottimo dribbling, buona visione di gioco e innato senso del gol, ha avuto uno stile di gioco astuto e al contempo creativo. È stato uno degli calciatori più popolari nella storia del suo paese.

## Carriera

### Club
Iniziò la sua carriera professionistica nell'Universitario de Deportes nel 1947 (vincendo la classifica cannonieri nell'annata 1950 e vince il titolo nazionale (1949). Nei 12 anni ai cremas segna 102 gol in 181 presenze, risultando uno dei calciatori più importanti della storia del club.
Nel 1959 passò allo Sporting Cristal, dove rimase per quattro anni, prima di ritirarsi nel 1962; nel 1961 conquista il Campionato di calcio peruviano.

### Nazionale
Anche nella Nazionale peruviana, ottiene dei successi: vince infatti la Coppa del Pacifico nel 1953 ed 1954 (vittorie rispettivamente per 5-0 e 3-2 sulla Nazionale cilena).
Toto Terry ha giocato quattro edizioni della Coppa America: nel 1955 raggiunge il terzo posto, nel 1957 il quarto, risultando il vicecapocannoniere con 5 gol.
Nella Coppa America 1959 la sua squadra pareggia 2-2 con il Brasile de Pelé, Garrincha e Didi, vince 5-3 con l'Uruguay e perde 3-2 con l'Argentina, occupando ancora la terza posizione. All'epoca l'attacco della selezione peruviana era composto da Gómez Sánchez, Loayza, Joya, Terry e Seminario.
Con la Nazionale del Perù Terry è sceso in campo 23 volte ed è andato in rete in 11 occasioni.

## Palmarès

### Club
- Campionato peruviano: 2

Universitario: 1949
Sporting Cristal: 1961

### Nazionale
- Coppa del Pacifico: 2

1953, 1954

### Individuale
- Capocannoniere del Campionato di calcio peruviano: 1

1950